# They Stole a Million
They Stole a Million (TSAM, alternative Schreibweise They $tole a Million) ist ein Computer-Strategiespiel, das von 39 Steps entwickelt und 1986 von Ariolasoft für C64, Amstrad CPC und Sinclair ZX Spectrum veröffentlicht wurde. Der Spielablauf beschreibt die Planung und Simulation von Diebstählen. Der Titel inspirierte beispielsweise die Entwicklung der Der-Clou!-Reihe und gilt als Videospielklassiker.

## Spielbeschreibung
Der Spieler übernimmt die Rolle des Charakters „The Boss“. Die Hintergrundgeschichte beschreibt den Protagonisten als einen „kleinen Gauner mit großen Plänen“ („small time crook with big ideas“). Dieser habe über das fiktive Magazin What Crime eine Verbrechens-Software, die sogenannte S.W.A.G. („Software for Aspiring Gangsters“), erworben. Der Spielablauf unterteilt sich in zwei Phasen. Im ersten Teil benutzt der Spieler die dargestellte S.W.A.G.-Datenbank; er wählt ein Einbruchsziel, kauft Pläne und Informationen über das Objekt, stellt eine Verbrechergruppe zusammen und wählt einen Hehler. Das Spiel beinhaltet fünf in der Schwierigkeit zunehmende Missionen, 18 wählbare Teammitglieder und fünf verschiedene Hehler.
Im zweiten Abschnitt plant der Spieler den Einbruch und betrachtet schließlich die Durchführung. Die Planung erfolgt auf den im Spiel erworbenen Blaupausen, indem den Teammitgliedern verschiedene Aufgaben zugeteilt werden. Diese beinhalten beispielsweise Lockpicking, das Deaktivieren einer Alarmanlage oder das Umgehen von Sicherheitspersonal und Kameras. Der Plan wird ähnlich einem Drehbuch dargestellt: Er beinhaltet sekundengenau alle Aktionen der verschiedenen Charaktere. Bei der Durchführung kann der Spieler entweder dem Einbruch zusehen oder mit Hilfe des Protagonisten in den Verlauf eingreifen. Nach einem Einbruch wird die Beute unter den Mitgliedern verteilt und der Verkaufserlös kann für die nächste Mission verwendet werden. Der Missionsablauf ist linear aufgebaut, da immer nur ein bestimmtes Ziel mit den gegebenen finanziellen Mitteln wirkungsvoll erreicht werden kann.
Die Spielmusik besteht aus einem Titel, der von Ben Daglish komponiert wurde. Die Musik wird ausschließlich während der Durchführungsphase abgespielt und das Programm enthält keine Soundeffekte.

## Kritik
Die Fachpresse bewertete das Spiel überwiegend positiv. Gelobt wurde vor allem das innovative Spielprinzip. Kritikpunkte waren Grafik und Musik. Im Happy Computer Spiele-Sonderheft 3/1986 schrieb Heinrich Lenhardt, dass „Grafik und Sound [...] nicht sonderlich spektakulär“ seien, das Spielprinzip „allerdings um so mehr überzeugen“ könne. Gregor Neumann hielt „They Stole a Million für eines der Software-Glanzlichter der letzten Monate.“ Es zeige, dass „nichts über eine gute Spielidee geht.“
Das britische Magazin CRASH bewertete TSAM mit 85 Prozentpunkten und schrieb, dass die „Spielidee sehr originell und interessant“ („The whole idea of the game is very original, and extremely interesting to play“) sei. Die Grafik wurde hingegen als detailarm und verhalten beschrieben.

Im ASM-Magazin vergab Redakteur Bernd Zimmermann die Wertung „Top Hit“ und sah im Gegensatz zu anderen Kritikern zusätzlich zur „amüsant-originellen Idee[...] sehr gute Grafiken und eine insgesamt excellente Präsentation.“
Weniger wohlwollend fiel die Kritik des Sinclair User aus: „Highly original idea spoilt. Monotony at the planning stage turns into tedium at the denoument[sic]. A pity“. (etwa: Sehr originelle Idee versaut. Monotonie in der Planungsphase wird am Ende zu Langeweile. Schade) Die Bewertungen von Your Sinclair, ZZAP!64 und Commodore User fielen mit neun von zehn Punkten, 90 % und sieben von zehn Punkten aus.